# Cardioscarta vernicosa
Cardioscarta vernicosa är en insektsart som beskrevs av Peletier et Serville 1825. Cardioscarta vernicosa ingår i släktet Cardioscarta och familjen dvärgstritar. Inga underarter finns listade i Catalogue of Life.